# Джустиниани, Джованни
Джова́нни Джустиниа́ни Ло́нго, в русских текстах Зустуней (греч. Ιωάννης Λόγγος Ιουστινιάνης, Iōánnēs Lóggos Ioustiniánēs; лат. Ioannes Iustinianus Longus) — генуэзский кондотьер из рода Лонго в составе торгового клана Джустиниани, на протяжении 200 лет франкократии владевшего островом Хиос. Герой обороны Константинополя от турок в 1453 году.
Знаменит тем, что принимал участие в обороне города Константинополя во время турецкой осады апреля/мая 1453 года, где командовал отрядом из 700 хорошо вооружённых солдат-добровольцев (400 из которых были завербованы в Генуе, а 300 — на островах Хиос и Родос). Искусный защитник укреплённых городов, был назначен командующим обороной сухопутных стен. В случае успеха он получил бы остров Лемнос. Благодаря своим выдающимся способностям обладал огромным авторитетом среди защитников Константинополя. Ему даже удалось объединить венецианцев и генуэзцев и заставить их работать друг с другом. Неприязнь между ними основывалась на том, что ближайший сосед Константинополя генуэзский город Пера занял двусмысленный нейтралитет. Активно руководил сооружением и укреплением фортификационных сооружений. Совместно с императором Константином XI Палеологом разрабатывал стратегию обороны.
Чтобы понять сложность этой задачи, следует учесть, что армия султана Мехмеда II насчитывала около 80 000 солдат (из них 12 000 — отборных янычар), в то время как общее количество защитников Константинополя составляло менее 7000 человек; общая протяжённость крепостных стен — приблизительно 26 км. Джустиниани вёл оборону вместе с императором в Месотихионе, где стены пересекали реку Ликос. Именно в этом месте султан собирался нанести главный удар.
Ночью 18 апреля (начало осады 6 апреля) султан Мехмед приказал начать атаку Месотихиона. В атаке принимали участие отряды тяжёлых пехотинцев, метателей копий, лучников и пеших янычар. Несмотря на численное превосходство, беспорядочная атака турок не принесла успеха. Уверенность оборонявшимся придавали два фактора: доспехи, которые были лучше турецких, и блестящие способности их полководца — Джустиниани. И греки и итальянцы были воодушевлены его энергией и храбростью и безоговорочно ему подчинялись.
27 мая, в последние дни осады, когда турки бомбили из мощных огнестрельных пушек стены Месотихион, Джустиниани был ранен осколком при выполнении восстановительных работ. Он был вынужден оставить свой пост, но уже через несколько часов вернулся. Позднее, в ночь на 28 мая доблестный полководец и его греческие и итальянские соратники, пройдя через внутреннюю стену, заняли свои места на внешней стене и у заграждений, был отдан приказ закрыть за ними ворота внутренней стены, отрезав пути к отступлению.
В течение всего дня султан Мехмед терзал оборону константинопольцев атаками башибузуков (наёмников из разных стран, в том числе христианских), отрядами анатолийцев (регулярные части турецкой армии — лёгкие пехотинцы) и пушечными обстрелами.
Перед самым заходом солнца, 28 мая 1453 года, Джованни был серьёзно ранен в грудь из огнестрельного оружия — пулей или осколком артиллерийского снаряда. Он не смог дальше принимать участие в бою и попросил своих людей вынести его из сражения. Император Константин лично просил его остаться и не покидать позиции, но Джустиниани настоял на том, чтобы его унесли. Ворота открыли и телохранители доставили его на одну из генуэзских галер, стоявших в бухте Золотой Рог.
Солдаты Джустиниани, увидев отсутствие своего командира, поддались панике и стали отступать. Император и его греки остались на поле боя одни. Турки, заметив панику среди осаждённых, усилили натиск и прорвались в Константинополь.
Корабль с Джустиниани на борту вышел из гавани в море, прорвался сквозь строй османского флота и ушёл на остров Хиос. Однако Джованни так и не оправился от ран и умер 1 июня 1453 года на Хиосе, где его и похоронили. Несмотря ни на что, он остался в истории героем обороны Константинополя.